# 雅克·布蘭查德
雅克·布蘭查德（Jacques Blanchard，1600年10月1日—1638年11月10日）是一位出生於巴黎的法國巴洛克畫家。他由叔叔、畫家尼古拉斯·博萊里（約1560-1630年）撫養長大並接受他的教育。他的兄弟讓-巴蒂斯特·布蘭查德（Jean-Baptiste Blanchard，1602-1665年）和兒子加布里埃爾·布蘭查德（Gabriel Blanchard，1630-1704年）也都是畫家。

## 生平
雅克·布蘭查德，出生於里昂省孔德里約，是加布里埃爾·布蘭查德的兒子，加布里埃爾·布蘭查德當時是巴黎市政府的代表。加布里埃爾·布蘭查德與畫家傑羅姆·博萊里（約1532-1598年）同住，並娶了他的女兒。
1620年至1623年，他與畫家賀拉斯·勒布朗（Horace Le Blanc）住在里昂，1624年10月，他與兄弟讓-巴蒂斯特 (Jean-Baptiste) 一起前往羅馬。他一直待到1626年4月，然後離開教皇城前往威尼斯，在那裡他被提香的風格所吸引。1628年4月，他離開潟湖，之前在那裡畫了一幅畫《奧維德的變形記》 ，這幅畫因安德烈·費利比安（André Félibien）的提及而為人所知。
1628年春，他在都靈為薩伏依公爵卡洛·埃馬努埃萊一世（Charles-Emmanuel I of Savoy）服務，為其畫了七八幅畫作，包括《維納斯與阿多尼斯之愛》，這些作品從收藏宮調走後被轉移到巴黎。
1629 年，布蘭查德途經里昂返回巴黎，並在那裡繪製了賀拉斯·勒布朗（Horace Le Blanc）的肖像。
布蘭查德與他那個時代的所有偉大畫家（西蒙·武埃、路易·德·布洛涅、克勞德·維尼翁）都保持聯繫。 1636年，他被任命為國王畫家。
傑拉德·艾德林克（Gérard Edelinck）於1695年左右繪製了他的肖像。
他結過兩次婚，有一個兒子路易斯·加布里埃爾·布蘭查德( Louis - Gabriel Blanchard，1630-1704 )，也是一名畫家和學院財務主管，還有兩個女兒，婚後不久就去世了。
1638年，雅克·布蘭查德因胸腔發炎在巴黎去世，享年38歲。1638年11月10日，他的遺體被送往教區的巴黎聖保羅教堂，然後被送往聖讓昂格雷夫安葬。

## 風格
如今被確認為出自雅克·布蘭查德之手的作品，均創作於他返回法國之後。他曾師從文藝復興時期的偉大威尼斯畫家提香、丁托列托和保羅·委羅內塞，並曾在義大利研習過他們的作品，因此成為一名出色的色彩大師。他被暱稱為“法國提香”，因為他的用色接近威尼斯風格，在描繪裸體和盛放女性哺乳的畫面中，他巧妙地展現了女性的美。